# Lijst van alumni en medewerkers van de Rijksuniversiteit Groningen
Dit is een lijst van bekende personen die aan de Rijksuniversiteit Groningen hebben gestudeerd en/of gewerkt.

## Politici

#### Regering, Eerste en Tweede Kamer
- Kabinetsleden Rutte III: Stef Blok, minister van Buitenlandse Zaken; Arie Slob, minister voor Basis- en Voortgezet Onderwijs en Media; Stientje van Veldhoven, staatssecretaris van Infrastructuur en Waterstaat
- Kabinetsleden Rutte IV: Ernst Kuipers, minister van Volksgezondheid, Welzijn en Sport; Aukje de Vries, staatssecretaris Toeslagen en Douane
- Tweede Kamer: Sandra Beckerman (SP); Jimmy Dijk (SP); Folkert Idsinga (VVD); Daniëlle Jansen (NSC); Roelien Kamminga (VVD); Inez Kostić (PvdD); Wim Meulenkamp (VVD); Kati Piri (PvdA); Dennis Ram (PVV); Elke Slagt-Tichelman (GroenLink-PvdA); Aukje de Vries (VVD); Hanneke van der Werf (D66).
- Eerste Kamer: Paulien Geerdink (VVD);  Auke van der Goot (OPNL), Farah Karimi (GroenLinks-PvdA); Bart Kroon (BBB); Randy Martens (GroenLinks-PvdA), Henk Jan Meijer (VVD); ,Tekke Panman (BBB);

#### Caribisch deel van het Koninkrijk
- Marilyn Alcalá-Wallé (PAR), Minister van Onderwijs, Wetenschap, Cultuur & Sport van Curaçao; Suzanne Römer, leider van de PNP, premier Nederlandse Antillen; Glenn Sulvaran, statenlid van de Nederlandse Antillen en van Curaçao; Glenn Thodé, gezaghebber van Bonaire (2008-2012); Mervin Wyatt-Ras (AVP), voorzitter van de Staten van Aruba; Etienne Ys, premier van de Nederlandse Antillen.

Europees parlement
- Malik Azmani (VVD); Anja Hazekamp (PvdD); Dorien Rookmaker (FO).

#### Buitenlandse politici
- Humphrey Hildenberg (NPS), Surinaams minister van financiën, studeerde economie, afgestudeerd in 1976.
- Cor Pigot (NPS), Surinaams minister van Onderwijs, studeerde sociale geografie
- Edgars Rinkēvičs, minister van Buitenlandse Zaken Letland
- John Stuart, 3rd Earl of Bute, premier van Groot-Brittannië 1762-1763
- Paramanga Ernest Yonli, oud minister-president van Burkina Faso, studeerde economie en promoveerde in 1997
- Sahra Wagenknecht, lid Duitse Bondsdag voor Die Linke, filosofie, master in 1996

#### Overig politiek
- Jacob Algera (minister V en W)
- Hayo Apotheker (minister van LNV)
- Betsy Bakker-Nort, een van de eerste vrouwen in de Tweede Kamer in 1922, politica, feministe, vertaalster
- John Berends (CDA), burgemeester van Harderwijk en Apeldoorn en commissaris van de Koning in Gelderland
- Max van den Berg (PvdA), Wethouder in gemeente Groningen, commissaris van de Koning in de provincie Groningen, leider van de PvdA-eurodelegatie en vicevoorzitter van de Europese Socialistische Fractie (PES), directeur NOVIB, studeerde sociologie, afgestudeerd in 1969
- Bé Bos (PvdA), econoom en gedeputeerde van Groningen
- Alex Brenninkmeijer, Nationale ombudsman, hoogleraar recht en plaatsvervanger rechter, studeerde recht van 1971-1976, afgestudeerd in Nederlands Recht in 1976
- Annie Brouwer-Korf, burgemeester van Utrecht
- Job Cohen (staatssecretaris van Justitie, burgemeester Amsterdam)
- Wim Duisenberg (PvdA), minister, president De Nederlandsche Bank, president Europese Centrale Bank, studeerde economie, afgestudeerd in 1961
- Bas Eenhoorn voorzitter VVD en burgemeester van verschillende gemeenten in Nederland
- Maarten Engwirda (D66), oud fractievoorzitter, lid van de Algemene Rekenkamer en lid Europese Rekenkamer
- Pim Fortuyn, politicus, socioloog, columnist
- Frank de Grave (minister van Defensie, staatssecretaris van SZ)
- Pieter Hofstede Crull, jurist, procureur-generaal van Suriname (1903-1916) en gouverneur a.i. van Suriname ((1908 en 1911); afgestudeerd in 1888
- Samuel van Houten Liberaal politicus, Kinderwetje van Van Houten 1873
- Wolter Robert van Hoëvell, liberaal politicus en koloniaal hervormer met een belangrijke rol in de ethische politiek
- Alexander Italianer, secretaris-generaal van de Europese Commissie van 1 september 2015 tot 1 maart 2018. Afgestudeerd in econometrie in 1980 en gepromoveerd in economie in 1986.
- Ruud Koole (oud-lid Eerste Kamer, oud-voorzitter PvdA)
- Renske Leijten (oud-kamerlid SP)
- Fokko Alting Mees (minister van Koloniën)
- Hilbrand Nawijn (LPF), minister van Vreemdelingenzaken en Integratie, studeerde Rechten, afgestudeerd in 1973
- Hendrik Nienhuis, rector magnificus, was lid van de Dubbele Tweede Kamer en stemde op belangrijke onderdelen tegen de liberale Grondwetsherziening, werd hoogleraar hedendaags en burgerlijk recht in 1823
- Henk Nijboer (oud-kamerlid PvdA)
- Henk Pijlman (bestuurder D66)
- Alexander de Savornin Lohman, Nederlands politicus, medeoprichter van de ARP en oprichter van de CHU
- Tineke Schildhuis, eerste vrouwelijke Commissaris van de Koningin, lid Tweede Kamer, politica
- Eilko Eger Tamminga Sickinghe, burgemeester van Groningen, lid van de Staten-Generaal, de Raad van State, de Generaliteitsrekenkamer en de Admiraliteit van Friesland
- Feio Sickinghe, lid van de Raad van State, de Gedeputeerde Staten van Groningen en de Admiraliteit van Friesland
- Onno Sickinghe, drost der beide Oldambten, lid van de Staten Generaal, de Raad van State, de provinciale rekenkamer, de gedeputeerde staten van Stad en Lande, de Generaliteitsrekenkamer en de Admiraliteit van Friesland
- Onno Joost Sickinghe, lid van de Ridderschap der Provincie Groningen, de Provinciale Staten van Groningen en de Raad van Groningen
- Pieter Rembt Sickinghe, drost van Hunsingo, lid van de Ridderschap der Provincie Groningen, het Wetgevend Lichaam van het Bataafs Gemenebest en de Provinciale Staten van Groningen
- Rudolph Sickinghe, curator, lid van de Staten-Generaal, de Raad van State en de Admiraliteit van Friesland
- Menno Snel (staatssecretaris van Financiën)
- Winnie Sorgdrager (minister van Justitie, voorzitter Raad voor Cultuur)
- Dirk Stikker (minister van BZ)
- Pieter Jelles Troelstra (SDAP), socialistisch politicus, studeerde Rechtsgeleerdheid, afgestudeerd in 1888
- Kars Veling (CU), fractievoorzitter van de ChristenUnie. Directeur van het Huis voor democratie en rechtsstaat (ProDemos)
- Willem Vermeend (minister van SZ)
- Bert de Vries (minister van SZ)
- Jacques Wallage (staatssecretaris van OWSZ, burgemeester Groningen)
- Hans Wijers (minister van EZ, CEO AKZO Nobel)
- Dennis Wiersma, oud-minister voor Primair en Voortgezet Onderwijs
- Gerrit Ybema (staatssecretaris van EZ)

## Wetenschappers
- Frank Ankersmit, hoogleraar theoretische en intellectuele geschiedenis
- Theo van Baaren, hoogleraar godsdienstgeschiedenis 1952-1980, tevens dichter.
- Jacob Baart de la Faille II, hoogleraar Obstetrie, Hoogbeginselen der Algemene Therapie en Medica Forensis van 1832 tot 1865, en sinds 1837 ook hoogleraar Kinderziekte, Medicina Practica en Klinische Lessen. Medeoprichter van het GSC Vindicat atque Polit
- Anthonius Franciscus Bauduin, mede-grondlegger oogheelkunde in Japan
- Gerard Baerends, hoogleraar zoölogie; etholoog en ecoloog, medeoprichter en redacteur van wetenschappelijk tijdschrift Behaviour.
- Leonardus Marinus van den Berg, vanaf 1920 lector in de Galenische farmacie en Receptuur en stadsapotheker van Groningen
- Johann Bernoulli, hoogleraar wiskunde 1695
- Bart Jan Bok, astronoom
- Jan Ritzema Bos, fytopatholoog
- Johannes Lützen Bouma, emeritus hoogleraar bedrijfshuishoudkunde
- Sebald Justinus Brugmans, arts en botanicus
- Jeanne de Bruijn, hoogleraar sociologie
- Bram Buunk, psycholoog
- Hans Cohen, microbioloog, directeur-generaal Rijksinstituut voor de Volksgezondheid/ Rijksinstituut voor Volksgezondheid en Milieu (1979-1986)
- Kuno van Dijk, psychiater, voorzitter van de Wetenschappelijke Commissie Wet Bopz
- Coen Drion, jurist, voormalig raadsheer in de Hoge Raad
- Ben Feringa, , winnaar Nobelprijs Scheikunde (2016), hoogleraar organische chemie
- Albert van Giffen, archeoloog
- Max Gruber, hoogleraar biochemie
- Albert Szent-Györgyi , winnaar Nobelprijs Medische Wetenschappen (1937)
- Harm Habing, hoogleraar astronomie
- Dirk Jan Henstra, bestuurder en historicus, promotie geschiedenis in 2000
- Willem Frederik Hermans, schrijver, promotie fysische geografie in 1955
- Gerard Heymans, grondlegger van het eerste psychologisch laboratorium in Nederland
- Johan Huizinga, hoogleraar aan de RUG tot 1914, auteur van Herfsttij der Middeleeuwen en Homo Ludens
- Marleen Janssen, eerste en enige hoogleraar ter wereld die zich specifiek richt op de communicatie met doofblinde mensen.
- René Kahn, psychiater, behaalde hier zijn artsexamen in 1979
- Heike Kamerlingh Onnes , kreeg de Nobelprijs voor Natuurkunde (1913)
- Jacobus Cornelius Kapteyn, hoogleraar astronomie
- Klaas Knol, emeritus hoogleraar aan de RUG en longarts voor kinderen
- Ernst Kossmann, hoogleraar geschiedenis na de Middeleeuwen
- Egbert Adriaan Kreiken, astronoom, stichter obsovatorium Universiteit van Ankara
- Gerardus van der Leeuw, hoogleraar godsdienstgeschiedenis 1918-1950. Tussendoor (van juni '45 tot juli '46) minister van Onderwijs Kunsten en Wetenschappen. In academisch jaar '34-'35 rector magnificus.
- Marie Elise Loke, eerste vrouwelijke lector van Nederland, in Nieuw Franse Taal- en Letterkunde in 1907
- Angela Maas, eerste Nederlandse hoogleraar Cardiologie voor vrouwen
- William Makdowell, eerste hoogleraar wijsbegeerte aan de universiteit
- Florentino García Martínez, hoogleraar godsdienst en literatuur van het vroege Jodendom
- Martinus van Marum, arts, natuuronderzoeker, chemicus, eerste directeur Teylers Museum
- Jacob Louis Mey, hoogleraar bedrijfseconomie
- Laurens Molenkamp, natuurkundige, lid van de KNAW.
- Henricus Munting (1583-1658), eerste hoogleraar in de botanie
- Wubbo Ockels, eerste Nederlander in de ruimte als Europese Ruimtevaartorganisatie-astronaut van Spacelab D-1 (1985), studeerde wis- en natuurkunde, afgestudeerd in 1973
- Jan Hendrik Oort, naamgever van de Oortwolk, studeerde astronomie, afgestudeerd in 1921
- Hinke Osinga, wiskundige, in 2020 hoogleraar in Nieuw-Zeeland
- Jan Pen, hoogleraar economie
- Leo Polak, hoogleraar wijsbegeerte 1928-1940. Verzette zich in een brief aan de universiteit tegen zijn op non-actief zetten door de nazi's; werd daarna verraden door de rector en stierf in Sachsenhausen.
- Sacha Prechal, hoogleraar Europees recht en rechter in het Europees Hof van Justitie, afgestudeerd in 1983
- René Römer, hoogleraar sociologie, in het bijzonder van het Caribisch gebied
- Maarten Schmidt, astronoom, haalde in 1966 de cover van Time ivm met ontdekkingen op het gebied van de quasar
- Tom Snijders, wiskundig socioloog, ontwikkelde methoden voor multilevelanalyse en sociale-netwerkanalyse
- Linda Steg, hoogleraar omgevingspsychologie, winnaar Stevinprijs
- Ade Maman Suherman, decaan Faculty of Law Jenderal Soedirman University Indonesia[1][2]
- Dirk Swagerman, bedrijfskundige, en hoogleraar controlling
- Rob Tamsma, geograaf, bekend vanwege zijn controverse met Willem Frederik Hermans
- Geertruida Jeanette Thorbecke, Nederlands-Amerikaans patholoog
- Thijs van Veen, journalist en hoogleraar straf- en strafprocesrecht, studeerde illegaal tijdens de Tweede Wereldoorlog
- René Veenstra, hoogleraar sociologie, onderzoekt groepsprocessen bij pesten
- Henk Volberda, bedrijfskundige en hoogleraar strategisch management en ondernemingbeleid
- Henk Voogd, hoogleraar planologie en stadsgeografie
- Hessel de Vries, natuurkundige, "miskende held van de C14-datering"
- Liesbeth de Vries, hoogleraar medische oncologie, promoveerde in 1982
- Frans de Waal, bioloog, onderzoeker primaten
- David de Wied, president Koninklijke Nederlandse Akademie van Wetenschappen, studeerde geneeskunde, afgestudeerd in 1950
- Hans Wijnberg, hoogleraar organische chemie
- Martinus Willem Woerdeman (1892-1990), medicus, embryoloog-anatoom, rector magnificus van de Universiteit van Amsterdam
- Mathijs ten Wolde, hoogleraar privaatrecht, in het bijzonder goederenrecht en internationaal privaatrecht
- Adam van der Woude, oudtestamenticus
- Rob de Wijk onderzoeker aan het Nederlands Instituut Clingendael en nationaal defensiespecialist, studeerde geschiedenis, afgestudeerd in 1984
- Frits Zernike , hoogleraar theoretische natuurkunde, uitvinder van de fasecontrastmicroscoop en Nobelprijswinnaar van de Natuurkunde (1953)
- Frans Zwarts, hoogleraar Nederlandse taalkunde en oud Rector Magnificus

## Bedrijfsleven
- Marc Bolland, CEO van winkelketen Marks & Spencer, eerste niet-Brit die werd uitgeroepen tot Britain’s Most Admired Business Leader, Bedrijfskunde, 1987.
- Volkert Engelsman, duurzaam ondernemer, ceo Eosta (importeur biologische landbouw)
- Annemiek Fentener van Vlissingen, voorzitter RvC SHV
- Paul Fentener van Vlissingen, ondernemer, natuurbeschermer en filantroop
- Louise Gunning-Schepers, president-commissaris van de Schiphol Group en kroonlid van de Sociaal Economische Raad (SER), hoogleraar, onderwijsbestuurder
- George Möller, voorzitter raad van toezicht van de AFM, CEO van Robeco Group N.V., topman van AEX en Euronext, studeerde economie, afgestudeerd in 1974
- Paul Polman, CEO van Unilever
- Hans Wijers, onder meer voorzitter raad van bestuur van AkzoNobel (2003 - 2012) en minister van Economische zaken (1994 - 1998), in 1976 afgestudeerd als econoom.

## Kunst en cultuur
- Hans Abbing, studeerde economie (cum laude), is kunstenaar, econoom en bijzonder hoogleraar kunstsociologie
- Coosje van Bruggen, internationaal bekend beeldhouwster, partner van Claes Oldenburg
- Izaline Calister, jazz-zangeres, studeerde bedrijfskunde, afgestudeerd in 1994
- Ellen Deckwitz, dichteres en schrijfster, studeerde Nederlands.
- Herman Finkers, cabaretier, studeerde psychologie en behaalde zijn kandidaats in 1976
- Jan Goeverneur, schrijver van o.a. De Keesiade
- Rudi van den Hoofdakker, hoogleraar psychiatrie, dichter en schrijver; bekend onder het pseudoniem Rutger Kopland, afgestudeerd in 1959
- Jan Willem Loot, directeur Koninklijk Concertgebouworkest, studeerde geneeskunde en rechtsgeleerdheid, afgestudeerd in 1971
- Herman Makkink, beeldhouwer van o.a. beelden in film A Clockwork Orange
- Marieke Nijkamp, schrijfster, studeerde filosofie en geschiedenis
- Henk van Os, directeur Rijksmuseum
- Alexandra Penrhyn Lowe, schrijfster van o.a. Het Huis Anubis
- Wim Pijbes, directeur van het Rijksmuseum
- Jeroen Smit, schrijver, studeerde Bedrijfskunde
- Carry Ann Tjong Ayong, schrijfster, dichteres, politica
- Arthur Umbgrove, cabaretier, studeerde Nederlands, afgestudeerd in 1990
- Tjibbe Veldkamp, gelauwerd kinderboekenschrijver
- Jan Albert Versteeg, schrijver, vertaler en literair criticus
- Thijs de Vlieger, muzikant van o.a. Noisia

## Oranje
- Annemarie Gualthérie van Weezel, Postdoc journalistiek
- Prinses Christina, studeerde pedagogiek, afgestudeerd in 1965
- Bernhard van Oranje-Nassau, studeerde economie, afgestudeerd in 1995
- Marilène prinses van Oranje-Nassau, studeerde bedrijfskunde, afgestudeerd in 1994
- Maurits van Oranje-Nassau, studeerde economie, afgestudeerd in 1995

## Media
- Eelco Bosch van Rosenthal, buitenlandcorrespondent bij de NOS, studeerde Amerikanistiek
- Jeanine Duijst, redacteur en presentator bij NOS op 3, studeerde journalistiek
- Florence van Duijvendijk, eindredacteur van Kinderen voor Kinderen, studeerde bedrijfseconomie, afgestudeerd in 1994
- Erik Dijkstra, radio- en televisiemaker, presentator
- Sofie van den Enk, verslaggever en presentatrice (Keuringsdienst van Waarden), studeerde Amerikanistiek en Romaanse talen en culturen, winnaar Cameretten 2001, afgestudeerd in 2005
- Ana van Es, journalist Midden-Oosten
- Emil van Oers, redacteur en presentator bij NOS op 3, studeerde journalistiek, afgestudeerd in 2010
- Cunera van Selm, presentator bij Studio Sport en bij RTV Noord, studeerde sociale geografie, afgestudeerd in 1988
- Frits Sissing, presentator van AVRO's Opsporing Verzocht, studeerde bedrijfseconomie, afgestudeerd in 1988
- Christiaan Triebert, visual investigating journalist New York Times, Pulitzerprijs 2020, Alumnus van het Jaar 2019, afgestudeerd in 2015
- Andrea Vreede, NOS verslaggever Italië
- Chris Zegers, acteur en zanger, speelde onder andere in de televisieserie Onderweg naar Morgen, studeerde bedrijfseconomie, afgestudeerd in 1995

## Overigen
- Wim en Hans Anker, advocaten
- Harry Been, secretaris-generaal van de KNVB
- Roel Boomstra, wereldkampioen dammen
- Hendrik de Buck, studeerde Nederlandse taal- en letterkunde, was van 1929 tot 1958 bibliothecaris van de universiteitsbibliotheek van Groningen
- Wouter Buikhuisen, criminoloog
- Herman Maximilien de Burlet, patholoog-anatoom, embryoloog, fysioloog, lid onderzoekscommissie (1943) naar Bloedbad van Katyn (1940)
- Kuno van Dijk, hoogleraar psychiatrie, psychiater en psychoanalyticus, Vicieuze cirkels van Van Dijk
- Daan Everts, hoofd OVSE-missie in Kosovo, studeerde sociologie, afgestudeerd in 1968
- Bénédicte Ficq, advocate
- Marijke Fleuren, voorzitter van de European Hockey Federation, topsportbestuurder
- Izzy Gerstenbluth, epidemioloog en huisarts, studeerde geneeskunde
- Aletta Jacobs, de eerste vrouwelijke student en eerste vrouwelijke arts in Nederland, streed voor de maatschappelijke positie van vrouwen zoals voor vrouwenkiesrecht, afgestudeerd in 1878
- Johannes Marie Neele Kapteyn, hoogleraar germanistiek, uitgever Saxo-Frisia en rector-magnificus van 1940 tot 1942
- Melisande Tatiana Marie (Anda) Kerkhoven, verzetsheldin van Groningen
- Henk Kesler, directeur betaald voetbal KNVB, studeerde Nederlands recht
- Karin Kienhuis, judoka
- Geert Knigge, advocaat-generaal bij de Hoge Raad en hoogleraar strafrecht en strafprocesrecht
- Klaas Knot, president van De Nederlandsche Bank.
- Hermine Moquette, adjunct-archivaris, 2e vrouw die aan de RUG promoveerde
- Hans Nieuwenhuis, hoogleraar privaatrecht
- Jasja Nottelman, theoloog en studentenpredikant
- Tanja Nijmeijer, activiste bij de FARC, studeerde Spaans
- Anna Sophia Polak, directeur Nationaal Bureau voor Vrouwenarbeid 1908-1936, verzette baanbrekend werk voor de positie van vrouwen in Nederland
- Combertus Willem van der Pot, rechtsgeleerde, hoogleraar en rector magnificus aan de RUG
- Bert Röling, grondlegger van de Studie van Internationale Betrekkingen; rechter in het Oorlogstribunaal van Tokio
- Jan Rutgers, theoloog en arts, voorvechter van seksuele revolutie in Nederland en de naamgever van Rutgersstichting, afgestudeerd in 1872 als predikant en in 1879 gepromoveerd als arts
- Feijo Johan Sickinghe, borgheer en militair
- Feio Sickinghe (1654-1696), edelman en militair
- Kick Stokhuyzen, presentator, acteur
- Hans Tetzner, voetballer Nederlands elftal, kniechirurg van o.a. Johan Cruijff, introduceerde buitenspelval in Nederlands voetbal
- Epke Zonderland, Nederlands turner. Studeerde in 2018 af als geneeskundige.